# Did I Let You Know
"Did I Let You Know" é uma canção do Red Hot Chili Peppers de seu álbum de 2011 I'm with You e foi lançada como um single promocional no Brasil em março de 2012, enquanto "Look Around" foi anunciado como o single que será lançado nos Estados Unidos e no resto do mundo. A  música se tornou single por ter sido pedida a tocar em algumas rádios.

## Videoclipe
Para o clipe, foi criado um site onde fãs contaram segredos pra alguém, colaborando para o surgimento de outro segredo.  Esse site, que usou como personagem a mosca presente na capa do I'm With You, recebeu muitos segredos e alguns deles foram revelados no clipe com a ajuda de um grupo de fãs que foram selecionados pelos produtores do vídeo. Na 2ª fase, e foi pedido para que fãs enviassem fotos com cartazes escrito algum segredo e algumas frases demonstrando seu amor e carinho pele Red Hot Chili Peppers. A direção do clipe é creditada a Daniel Ferro e Rogerio Fires e foi lançado em 12 de março de 2012 e teve apoio da Warner Music Brasil.

## Créditos
- Flea – baixo
- Anthony Kiedis – vocal
- Josh Klinghoffer – guitarra, backing vocals
- Chad Smith – bateria
- Mike Bulger - trompete
- Mauro Refosco -percussão